# Heteronyx piceoniger
Heteronyx piceoniger är en skalbaggsart som beskrevs av Macleay 1888. Heteronyx piceoniger ingår i släktet Heteronyx och familjen Melolonthidae. Inga underarter finns listade i Catalogue of Life.